# ガッターマン反応
ガッターマン反応（ガッターマンはんのう、Gattermann reaction）とは、有機合成反応の一種で、アルキルベンゼンやフェノール、フェニルエーテルなどの電子豊富な芳香環をホルミル化してアルデヒドを得る手法。反応名は開発者の L. Gattermann にちなむ。ガッターマン合成、ガッターマンホルミル化とも呼ばれる。
塩化亜鉛や塩化アルミニウムなどのルイス酸存在下、基質に対しシアン化水素と塩化水素を作用させる。活性種はシアン化水素にルイス酸と塩化水素が付加した塩化イミドイルで、これが求電子的に芳香環を攻撃する。この機構はフリーデル・クラフツアシル化反応のものに似る。反応の最後に水で後処理して加水分解されたアルデヒドを得る。
毒性の高いシアン化水素を用いなければならない欠点があったが、Adamsによりシアン化亜鉛を代替とする改良法が開発された。

## ガッターマン・コッホ反応
ガッターマン反応の前身となったホルミル化反応は、反応剤として一酸化炭素と塩化水素、ルイス酸を触媒とする手法で、これはガッターマン・コッホ反応 (Gatterman-Koch reaction) と呼ばれる。基質はアルキルベンゼンに限られ、ガッターマン反応よりも制約が多い。反応活性種は塩化ホルミルのルイス酸付加体である。